# Louis Bloquel
Louis Marie Joseph Bloquel, né le 20 juillet 1901 à Boulogne-sur-Mer et mort le 31 octobre 1979 à Campagne-lès-Hesdin, est un footballeur international français qui évoluait au poste de milieu de terrain. 

## Biographie
Bloquel a joué dans un club français dans les années 1920, l'Union sportive boulonnaise.
Il compte deux sélections avec l'équipe de France, en 1924 et en 1925 contre la Belgique et l'Italie.